# 日本の喫茶店一覧
日本の喫茶店一覧（にっぽんのきっさてんいちらん）は、日本にある喫茶店のウィキペディア記事の一覧である。記事紹介のほか、設立年と主な商品を列挙する。

## 喫茶店 (ウィキペディア)
| 記事名           | 創業年 | 主な商品       |
| ---------------- | ------ | -------------- |
| 伊藤園（直営店） |        | お茶           |
| 銀座ルノアール   | 1979年 | 紅茶・コーヒー |
| コメダ珈琲       | 1968年 | コーヒー       |
| サンマルクカフェ | 1991年 | クロワッサン   |
| スターバックス   | 1971年 | コーヒー       |
| ドトールコーヒー | 1976年 | コーヒー       |

## 喫茶店の基本情報 (都道府県別)
日本における喫茶店の基本情報を、都道府県別に記載する。
| 都道府県 | 件数   |
| -------- | ------ |
| 全国     | 69,977 |
| 北海道   | 2,433  |
| 青森県   | 458    |